# Culicoides trinidadensis
Culicoides trinidadensis är en tvåvingeart som beskrevs av Hoffman 1925. Culicoides trinidadensis ingår i släktet Culicoides och familjen svidknott. Inga underarter finns listade i Catalogue of Life.